# Hair of the Dog
| 전문가 평가 | 전문가 평가 |
| 평가 점수   | 평가 점수   |
| 출처        | 점수        |
| ----------- | ----------- |
| AllMusic    | [ 1 ]       |

《Hair of the Dog》은 1975년 4월 3일에 발매된 스코틀랜드의 하드 록 밴드 나자레스의 여섯 번째 스튜디오 음반이다. 이 음반은 켄트주 이스케이프 스튜디오에서 녹음되었으며, 런던의 AIR 스튜디오에서 추가 녹음 및 믹싱이 이루어졌으며, 전 세계적으로 200만 장 이상 판매된 그룹에서 가장 잘 알려져 있고 가장 많이 팔린 음반이다.
딥 퍼플의 로저 글로버와 함께 세 장의 음반을 프로듀싱한 매니 찰턴은 그 자리에 올랐고, 그 중 한 장은 후속 음반을 위해 채웠다.

## 배경
《Hair of the Dog》은 나자레스의 첫 번째 히트 음반 (《Razamanaz》의 사소한 성공과는 별개로)으로, 타이틀곡, 에벌리 브라더스의 〈Love Hurts〉 버전 (미국 버전은 아니지만 캐나다/유럽 버전은 오리지널 Guilty를 대체했다), 〈Beggars Day〉, 〈Please Don't Judas Me〉 등의 고전을 수록했다.
나자레스의 프론트맨 댄 맥카퍼티에 따르면, 《Hair of the Dog》에 수록된 곡 중 정직하지 못한 젊은 여성이 결국 강적을 만나게 되는 트랙이 원래 음반 제목의 출처였다. 이 곡의 인상적인 후렴구인 "Now you’re messing with a… a son of a bitch!"는 곧 "Son of a Bitch"라는 제목으로 이어졌으며, 이는 일종의 말장난으로 "heir of the dog"라고도 들릴 수 있다. 그러나 음반사 측은 음반 제목이 "Son of a Bitch"가 되는 것을 허용하지 않았고, 결국 절충안으로 《Hair of the Dog》이 선택되며 음반 작업이 마무리되었다. 이 제목은 흔히 숙취 해소 민간요법을 일컫는 표현인 "the hair of the dog that bit you" (너를 문 개의 털)에서 비롯된 축약형으로 여겨진다.
이 음반은 1984년 미국에서 CD로 처음 재발매되었으며, 일본에서 인서트가 인쇄된 상태로 제작되었다. 1997년부터 다양한 보너스 트랙 세트와 함께 리마스터 에디션도 발매되었다. 커버 아트에 있는 생물의 이름은 알려지지 않았다.

## 곡 목록
모든 곡들은 특별한 언급이 없는 한 매니 찰턴, 댄 맥카퍼티, 피트 애그뉴 그리고 대럴 스위트에 의해 작사/작곡하였다.
| #  | 제목                | 작사·작곡 | 재생 시간 |
| -- | ------------------- | --------- | --------- |
| 1. | 〈Hair of the Dog〉 |           | 4:11      |
| 2. | 〈Miss Misery〉     |           | 4:40      |
| 3. | 〈Guilty〉          | 랜디 뉴먼 | 3:38      |
| 4. | 〈Changin' Times〉  |           | 6:03      |

| #  | 제목                                          | 작사·작곡           | 재생 시간 |
| -- | --------------------------------------------- | ------------------- | --------- |
| 5. | 〈a) Beggars Day〉 〈b) Rose in the Heather〉 | a) 닐스 로프그렌    | 6:31      |
| 6. | 〈Whiskey Drinkin' Woman〉                    |                     | 5:29      |
| 7. | 〈Please Don't Judas Me〉                     |                     | 9:48      |
| 8. | 〈Love Hurts〉                                | 바우들로 브라이언트 | 3:53      |

## 인증
| 국가                       | 인증     | 판매량/출하량 |
| -------------------------- | -------- | ------------- |
| 캐나다 (뮤직 캐나다)       | 골드     | 50,000^       |
| 미국 (RIAA)                | 플래티넘 | 1,000,000^    |
| ^출하량을 기반으로 한 인증 |          |               |